# Resolution 1702 des UN-Sicherheitsrates
Die Resolution 1702 des UN-Sicherheitsrates ist eine Resolution, die der Sicherheitsrat der Vereinten Nationen auf seiner 5513. Sitzung am 15. August 2006 einstimmig verabschiedet hat. Es handelt sich bei der Resolution um eine Resolution nach Kapitel VII der Charta der Vereinten Nationen. Der Sicherheitsrat nimmt Bezug auf seine früheren Resolutionen zu Haiti, speziell auf die Resolutionen 1542, 1576, 1608 und 1658.
Mit der Resolution wurde das Mandat der United Nations Stabilization Mission in Haiti (MINUSTAH), das am 15. August 2006 ausgelaufen wäre, um sechs Monate verlängert. Der Sicherheitsrat entschied über die Stärke von MINUSTAH, bis zu 7.500 Mann militärisches Personal aller Dienstränge zuzüglich bis zu 1.951 Polizeibeamte sollen bei der Entwaffnung und Auflösung bewaffneter Gangs helfen und außerdem der Regierung Hilfestellung bei der Gesetzgebung zum Zwecke der Erneuerung des Justizwesens, einer Verringerung der Überfüllungsrate der Gefängnisse und bei der Schaffung von Arbeitsmöglichkeiten für frühere Gangmitglieder und Jugendliche leisten. Außerdem werden die haitianischen Behörden aufgefordert, die Wahlen baldmöglichst dort zu vervollständigen, wo der Wahlprozess unterbrochen worden war. 
Insbesondere wird die Aufgabe von MINUSTAH bestätigt, der haitianischen Küstenwache bei der Unterbindung des grenzüberschreitenden Schmuggels von Drogen und Waffen operative Hilfe zu leisten, sowie die Einhaltung der Menschenrechte zu gewährleisten.